# Magyarország és Románia kapcsolatai

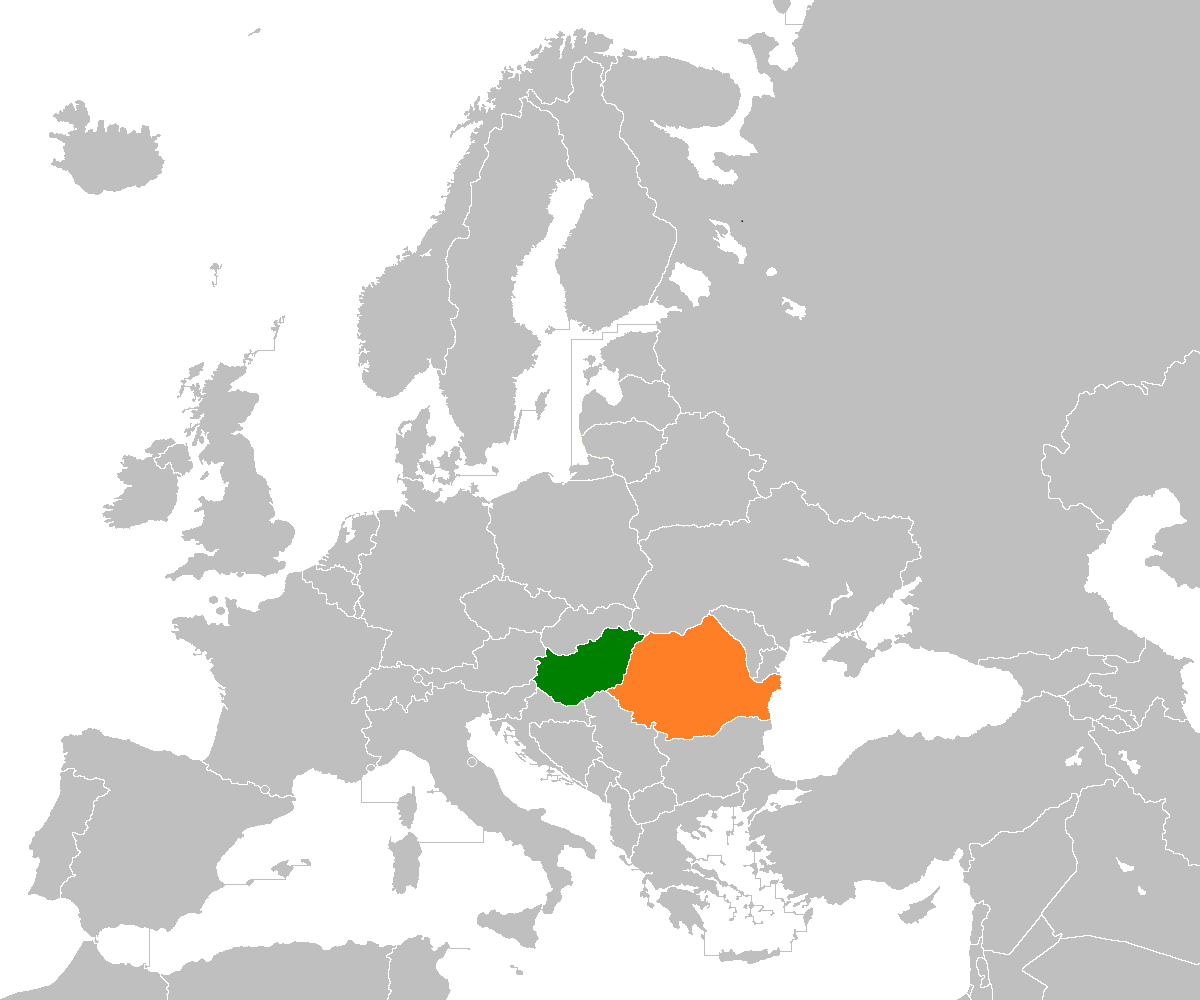

Magyarország és Románia kapcsolatai a magyar külkapcsolatok egyik kiemelt fontosságú, de ellentmondásos részét képezik. Az Árpád-kori Magyar Királyság a 12. századtól, a románoknak a délkeleti határainkon illetve Erdélyben történő felbukkanásától kezdve  aktív külpolitikát folytatott irányukban, időnként hódító szándékkal lépett fel, máskor szövetségeket kötött, csakúgy mint többi szomszédainkkal. A kapcsolatok döntő fordulatot vettek az első világháború és Románia egységesülése után, amikor a trianoni békeszerződés nyomán Erdély egésze és más területek, az addigi Magyarország csaknem egyharmada román uralom alá kerültek. Ez a két országot stratégiailag egymás fő ellenségeivé tette és a népeik közötti kapcsolatokra is súlyos hatással volt, aminek áttételes következményei mind a mai napig érződnek.

## Előzmények

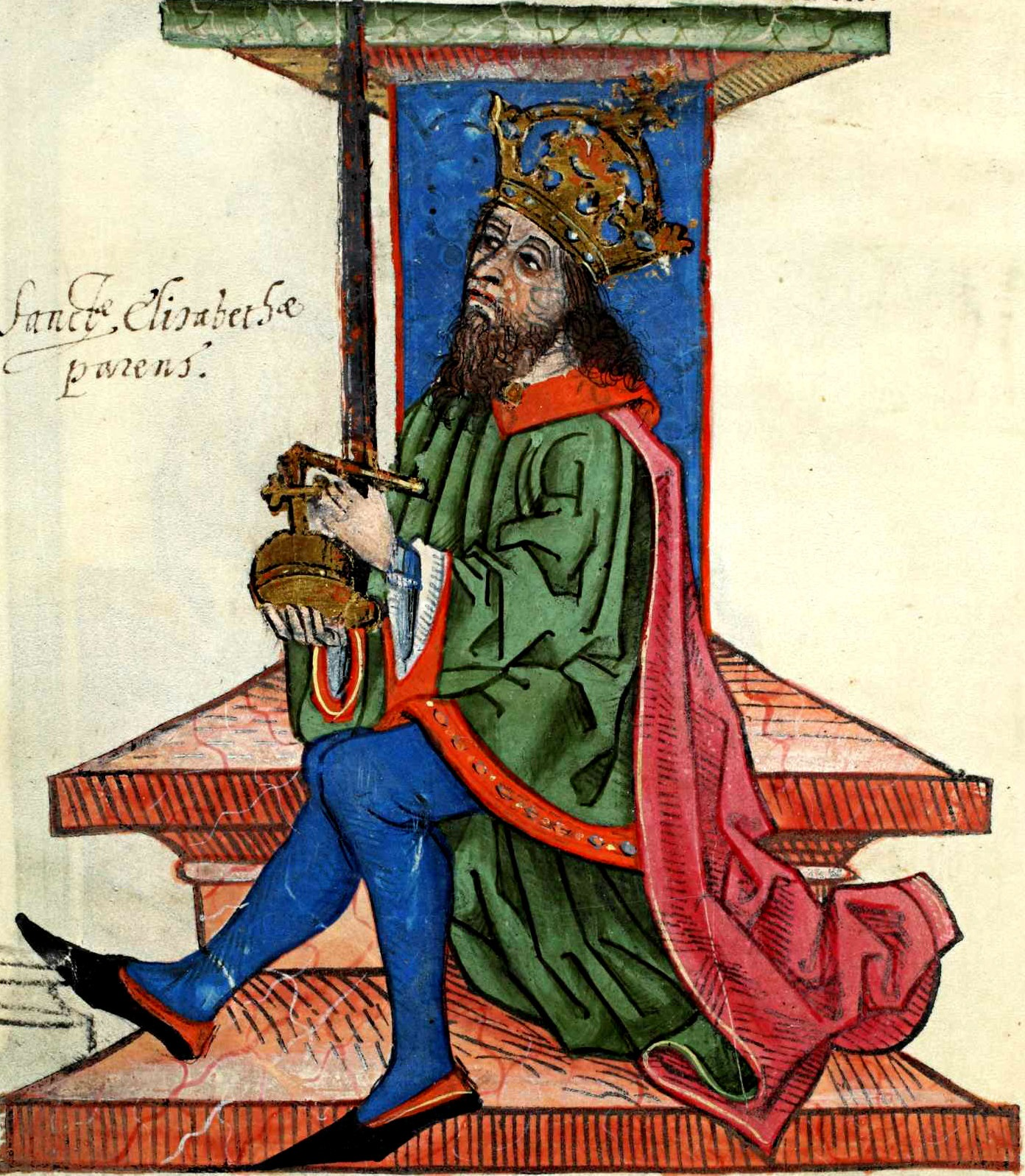
II. András, az első román vonatkozású magyarországi oklevél kiadmányozója

A magyar–román kapcsolatok történetének már a kiindulópontja is erősen vitatott a nemzetközi történész szakmában, de elsősorban a magyar és a román történelemtudósok között. A román tudósok túlnyomórészt a gyakrabban, de helytelenül „dákoromán kontinuitásnak” nevezett dák–római folytonosság elméletének hívei, ami szerint a román nép etnogenezise az ókori Daciában, nagyjából a mai Erdély területén ment vége latin hatásra, a korábbi trák lakosság romanizálódásával. Ezzel szöges ellentétben a magyar történészek, együtt a nemzetközi történettudomány képviselőinek nagy részével, azt az elméletet vallják, hogy a román nép kialakulása a balkáni vlachokból a Balkán-félszigeten ment végbe, és a románok csak a 12–13. században vándoroltak be fokozatosan a Dunától északra elterülő mai román földekre, beleértve Erdélynek eleinte főleg a hegyvidéki részeit. A vlachok kifejezetten pásztornépek voltak, akik a Balkán széles területein, más népek között, a legeltetésre alkalmas területeken éltek.
A magyarok és a románok közötti érintkezésre, a románok (vlachok) magyarországi megjelenésére az első írásos dokumentumok a magyar és a pápai kancellária egyes oklevelei voltak, melyekben „terra Blacorum” (vlachok földje) néven a Déli-Kárpátokban egy románok lakta terület, vagy „erdő” (silva) jelenik meg. Ekkorra tehát már bizonyosan eljutottak a Balkán középső területeiről a transzhumáló pásztorkodást folytató román csoportok a korabeli Magyarország határvidékére. Az első hiteles oklevél, amiből kitűnik, hogy az ottani románoknak valamelyes önállósága volt, II. András magyar király 1202 és 1209 között keletkezett oklevele volt, ami kivette a  románok birtoklása alól (exempta de Blacis) az Olt, az Eger patak és a Árpás patak közötti földet azt és a kerci cisztercita monostornak adományozta. A szervezett román társadalmi csoportok magyarországi létét mutatja IV. Bélának a johannita lovagrendnek adott 1247. évi oklevele is.

### Havasalföld és a Magyar Királyság

A mai Románia történelmi régiói

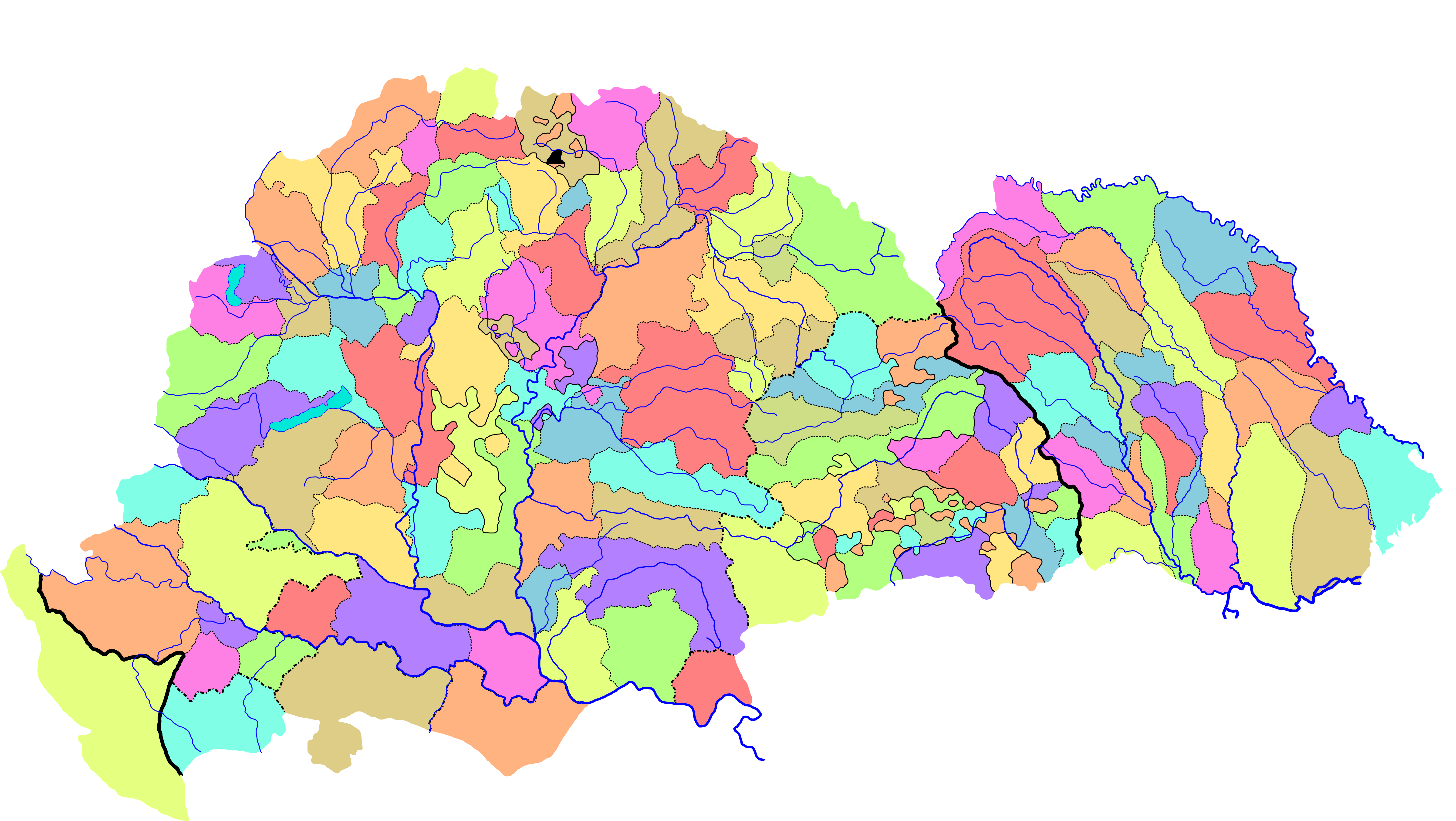
A középkori Magyar Királyság és a Moldvai Fejedelemség területe és közös határa

A 13. század második felében Olténiában kezdetleges román államalakulatok, kenézségek jöttek létre, amelyek laza hódoltsági viszonyban álltak a Szörényi bánság révén a magyar királyokkal. I. Basarab havasalföldi fejedelem a 14. század első felében kivívta függetlenségét és egyesítette az összes korabeli román államalakulatot. Utódai azonban újra magyar királyok hűbéresei lettek. Fia, Miklós Sándor havasalföldi fejedelem (Nicolae Alexandru Basarab) sikeresen védekezett az ismétlődő tatár betörésekkel szemben, jó viszonyt alakított ki a bolgár és a szerb cárokkal, valamint a magyar királysággal. Egyik lányát a magyar nádorhoz adta, második felesége pedig katolikus magyar nő, Dobokai Klára volt. Fia, I. László havasalföldi fejedelem megint függetlenítette magát Magyarországtól, legyőzte Nagy Lajos csapatait és biztosította a maga számára az erdélyi Omlás környékét.
I. Mircea havasalföldi fejedelem volt a legjelentősebb a havaselvei uralkodók sorában. Komoly szövetségi kapcsolatokat épített ki Zsigmond magyar királlyal, részt vett a nikápolyi csatában is. A török hódítás előrehaladását azonban nem sikerült megállítani, Havasalföld hamarosan török uralom alá került, ami aztán véget vetett az állandó magyar–román kapcsolatoknak is. Ettől eltekintve, amikor III. Vlad havasalföldi fejedelem (Vlad Țepeș) Erdélybe menekült, Mátyás király elfogatta, és bebörtönöztette (feltehetően a Vlad által sanyargatott erdélyi szász kereskedők panaszára hallgatva); 1476-ban pedig Mátyás ismét trónra segítette Vladot.

#### Gazdasági kapcsolatok
A 14. század harmadik harmadától Havasalföld (és kisebb mértékben Moldva) és a Magyar Királyság között egyre erősebb gazdasági és külpolitikai érdekközösség alakult ki. Gazdaságilag Havaselve és Erdély jól kiegészítették egymást, és egyre érezhetőbbé vált külpolitikai egymásrautaltságuk is a török terjeszkedéssel szemben.
A Havasalföldön a 14–15. században még nagyon kevés kenyérgabonát termeltek. A kenyér még szinte luxuscikknek számított, amit a fejlettebb mezőgazdasággal és iparral rendelkező Erdélyből importáltak csakúgy, mint a szerszámok, fegyverek nagy részét is. Erdélyben az első kisipari céhek már a 14. század elején megjelentek, a Havasalföldön csak a 16. században. Az erdélyi gazdaság nagy hasznot húzott a kereskedelemből, a szász városok úgyszólván a román fejedelemségekkel folytatott kereskedelemből éltek. A székelyek is részt vettek ebben az áruforgalomban. Az erdélyi kereskedők a maguk részéről élőállatot, viaszt, túrót, sózott halat és állatbőröket vásároltak a román fejedelemségekben.
Ez a kereskedelem komoly jövedelmet biztosított az uralkodóknak is. A magyar királyok kitartó törekvése Havasalföld hűbéri alávetésére a kereskedelmi kapcsolatok zavartalanságának biztosítását is célozta a török veszéllyel szembeni fellépés mellett.

### Moldva
A későbbi Moldva területén létrejött különböző korai államkezdemények áldozatul estek a tatár támadásnak, csakúgy, mint a még Béla ifjabb király által 1228-ban alapított milkói kun püspökség is. A tatár uralom gyengülésével Nagy Lajos megkísérelte kiterjeszteni hatalmát a Kárpátoktól keletre, és a máramarosi román Dragost tette meg moldvai fejedelemnek. Dragos utódait azonban Bogdan vajda kiszorította a hatalomból és 1359-ben (újabb kutatások szerint 1363-ban) létrehozta a független moldvai román államot. I. Péter moldvai fejedelem 1387-ben hűségesküt kényszerült tenni II. Ulászló lengyel királynak, ettől kezdve a terület lengyel befolyás alá került mindaddig, amíg a törökök Moldvát is meg nem hódították. Mátyás király ugyan megpróbálta újra hűbéresévé tenni Moldvát, de Moldvabányánál III. István moldvai fejedelem (Ștefan cel Mare) legyőzte, így vissza kellett fordulnia.

### Az erdélyi románság a 12–15. században
A románság betelepedése Erdélybe akkor történt, amikor a hűbérbirtokok elosztása, a jobbágybirtokok kialakulása lényegében már megtörtént a területen. A betelepülő románok fő gazdasági tevékenysége egyébként is a hegyvidéki transzhumáló pásztorkodás, nem pedig a földművelés volt. Ez gyakran összekapcsolódott a határőrizeti feladatokkal, királyi várbirtokokhoz kötődő katonáskodással, ami a társadalmi felemelkedés útja is lehetett, csakúgy, mint az erdélyi székelyek és besenyők esetében.
A kétlegelős pásztorkodás először a Déli-Kárpátok lejtőin jelent meg, a Hátszegi medence és Olténia, valamint Fogaras környéke és a Havaselve között. A legeltető gazdálkodás bizonyítéka a sajátos állatadójuk, a juhötvened, (quinquagesima ovium), ami megfelelt a korábban bolgár és szerb területeken általuk fizetett „vlach adónak”, a travninának.
A román közösségek élén a kenézek és a vajdák álltak, akik közvetítő szerepet is játszottak a királyi, illetve földesúri hatalom, valamint a román népi csoportok között. A 14. századtól megindult fokozatos nemesedésük is, először a külső támadásoknak erősen kitett Máramarosban, ahol román etnikumú, de különben „szabályos” magyar nemesi megye jött létre. A román népből kiemelkedett nemesek beolvadtak a magyar „politikai nemzetbe”, a magyar nemességbe.
Külön román terület vagy román nemesség nem alakult ki, a románok így kimaradtak az erdélyi három rendi nemzet (magyarok, székelyek, szászok) szövetségéből is. A román etnikumú nemesek, akik tagjai lettek a vármegyei nemességnek, nem számítottak többé románnak, mint a Drágffy család (Dragos utódai), a Hunyad megyei Hunyadiak, a Fogaras vidéki Maylád család,  vagy Oláh Miklós esztergomi érsek.

### A független Erdély román külkapcsolatai
A független Erdély kialakulásához vezető magyar belháborúban Petru Rareș moldvai fejedelem több ízben is megjelent: 1529-ben török utasításra betört a Székelyföldre, és a földvári csatában I. Ferdinánd osztrák főherceg ellen harcolt, 1534-ben azonban a törökök által megbízott Lodovico Grittit ostromolta Medgyesen, 1542-ben pedig ismét török parancsra fordult Erdély ellen. A törökökkel, osztrákokkal és egymással szemben gyorsan változó viszony jellemezte a fejedelemségeket. Míg 1595 nyarán előbb Moldva majd Havasalföld ismerte el Erdély fennhatóságát, és Báthory Zsigmond kötelezte magát hűbéresei megvédésére a törökökkel szemben, 1599-ben II. Mihály havasalföldi fejedelem már Erdély ellen fordult, Giorgio Basta támadásával egy időben, és november 1-jén bevonult Gyulafehérvárra. 1603-ban Radu Șerban havasalföldi fejedelem szintén Erdély ellen fordult, de 1608-ban már mindkét román fejedelemség ismét Erdély hűbérese lett. 1610-ben Báthory Gábor megtámadta Havasalföldet, elfoglalta a fővárost, és fejedelemmé kiáltotta ki magát, 1612-ben viszont már Radu Mihnea támadta Erdélyt a törökök és tatárok oldalán. Mindeközben a moldvai és havasalföldi kereskedőknek biztosították, hogy békességgel tevékenykedhessenek Erdélyben. Bethlen Gábor igyekezett rendezni kapcsolatait a román fejedelemségekkel, és elkerülni a részvételt a törökök által indított büntető hadjáratokban, és a békesség I. Rákóczi György alatt is megmaradt. Fia, II. Rákóczi György többször is beavatkozott a román fejedelemségek belső háborúiba: 1653-ban György Istvánt támogatta Vasile Lupu ellen, 1654-ben pedig Constantin Şerbant segítette a havasalföldi trón megszerzésében. 1658-ban azonban a törökök mindkét helyen új fejedelmet állítottak, és büntető hadjáratot indítottak Erdély ellen, amelyben a moldvai és havasalföldi csapatok is részt vettek. A korszakra jellemző volt, hogy a parasztok kölcsönösen menekültek a román fejedelemségekből Erdélybe, illetve fordítva.

### Magyar–román kapcsolatok az 1848–49-es forradalom és szabadságharc alatt
Az 1848–49-es forradalom és szabadságharc végső kudarcának okai között jelentős helyet foglal el a nemzetiségi kérdés, a forradalom és az országban élő nemzetiségek viszonya. A magyar szabadságharc katonai erőinek 15-20%-át mindvégig olyan területeken kellett állomásoztatni, ahol nem az osztrákok ellen, a szabadságharc sikeréért küzdhettek, hanem a helyi magyar lakosság életét és vagyonbiztonságát kellett védeniük a szerb illetve a román lakosság és szabadcsapataik ellen, akik a magyar szabadságharc vezetőinek időnkénti kezdeményezései, ígéretei ellenére ellenségesek voltak a magyar szabadságharccal szemben, és inkább a távoli császár mellé álltak a közeli ellenséggel, a jogaikat korlátozó magyar nemességgel szemben.
A komoly tárgyalások akadálya volt az is, hogy a magyarok differenciálás nélkül tekintettek a nemzetiségekre, nem figyeltek fel a soraikon belüli különbségekre. A román (és a szerb) mozgalmak esetében különösen nagy akadályokat gördített a tárgyalások elé az a brutalitás, kegyetlenség, amivel tömeggyilkosságokat hajtottak végre a magyar lakosság soraiban.
A megbékélési kísérletek egyik ígéretes lépése volt Kossuth követének, Ioan Dragoșnak a küldetése Abrudbányán, ami azonban főleg Hatvani Imre szabadcsapatának önkényes támadása miatt tragédiába fulladt.

### Románia megalakulásától az első világháborúig
Az első világháború után a két ország egymás „természetes ellensége” lett. Horthy Miklós kormányzó közvetlen stábja, a Fővezérség már 1919. október 28-án külpolitikai emlékiratot készített, amely szerint az ország fő ellenségének Romániát kell tekinteni, mint a katonailag legerősebb szomszédot, különösen óriási területi (akkor még) követelései miatt, amelyek veszélyeztetik az ország létfeltételeit. A memorandum felvetette a Romániával szembeni fegyveres leszámolás tervét is, amikor erre a helyzet alkalmas lesz. A vezérkar optimista volt, Románia helyzetét ingatagnak tartotta, sőt 1920 folyamán a lengyel–szovjet háborúval kapcsolatban is volt olyan várakozás, hogy a szovjet Vörös Hadsereg Lengyelország után Romániát fogja megtámadni.
A távlati tervek mellett a megfelelő információk megszerzésére – a román félhez hasonlóan – szükségesnek tartották a diplomáciai kapcsolatok létrehozását, amiről 1920 második felében — francia közvetítéssel — született megállapodás. A követség katonai szakelőadója (rejtett katonai attasé) gróf Takách-Tolvay József vezérkari ezredes lett, II. osztályú követségi tanácsosi rangban. Takács-Tolvay 1925 végén már altábornagy volt katonai rendfokozata szerint, amikor Ruszkay Jenő váltotta fel állomáshelyén, 1928-tól pedig már nem rejtett, hanem nyílt katonai attasé működött a román fővárosban.

## Az egységes román állam létrejötte után

A második világháború előtt és alatt Magyarországhoz visszacsatolt területek és az etnikai összetételük

## A második világháború után

A romániai Magyar Autonóm Tartomány (1952–1960)

A két világháború közötti időszak, majd a második bécsi döntést követő háborús évek alapvető geopolitikai ellentétei által meghatározott viszony Magyarország és Románia között nem változott lényegesen a háborút követő időszakban létrejött koalíciós kormányok idején sem, egészen 1948-ig. Magyar oldalon erős volt a kudarc érzése a határmódosítás visszavétele miatt, mivel a kiugrási kísérlet idején még nem volt esélytelen Észak-Erdély megtartása. A veszteség és a megaláztatás mellé társult az aggodalom a határon túliak sorsáért. Román oldalon elsősorban a magyarság politikai aktivitásától tartottak.
A háború után Európában sehol nem lehetett nemzeti követeléseket hangoztatva politizálni, mert a nacionalizmust kompromittálta, ellehetetlenítette a fasizmus. Egyetlen állam sem vethette fel a geopolitikai helyzet megváltoztatásának igényét. Úgy tűnt, hogy a világpolitika hosszú időre kikapcsolta a nemzetiségi kérdést az államok közötti konfliktusok forrásai közül.
A nemzeti kérdést illetően a magyar baloldaliak nagy része őszintén hitt abban, hogy szocialistaként, kommunistaként, internacionalistaként nemcsak a társadalmi egyenlőség és igazságosság ügyét, hanem az erdélyi magyarság ügyét is szolgálja. Az erdélyi magyarok egy része is illúziókat táplált arra vonatkozóan, hogy egyfajta közvetítő szerepük lehet az anyaországi magyarok és románok között. Erdélyben a szovjet hadsereg megfékezte a magyarságra támadó román szélsőségeseket. A románok közül is sokan gondolták komolyan, hogy nem lehet folytatni a korábbi nemzetiségi politikájukat. Számos magyar és román vélte úgy, hogy Petru Groza és a román kommunisták komolyan veszik majd a nemzetiségi statútumot.
Ezek a várakozások azonban gyorsan illúziónak bizonyultak. A Szovjetunió, különösen a „fordulat éve”, 1948 után, arra törekedett, a kelet-közép-európai országok egyenként, kétoldalúan, gazdasági függésbe is kerüljenek tőle. Ez a birodalmi gondolkodás nem adott lehetőséget az érdemi gazdasági együttműködés fejlesztésére a térség országai között, a hirdetett internacionalizmus ellenére. Magyarország behozatalából Románia 1938-ban mindössze 2,54, 1949-ben 4,63, 1958-ban 2,17%-kal, kiviteléből 4,01, 5,58, illetve 2,21%-kal részesedett. A két ország gazdasági szerkezete meglehetősen hasonló volt, nagyjából ugyanazok az áruk voltak a hiánycikkek a határ mindkét oldalán. A román fél messzemenően igyekezett elkerülni azt, hogy magyar gépekért cserébe nyersanyagot adjon. A lakossági kapcsolatokat szigorúan korlátozták. Magyarország és Románia kulturális egyezményt kötött, de a román fél ragaszkodott a paritáshoz, az egyenlő cseréhez, aminek következtében az anyaországi magyar kultúra alig juthatott el az erdélyi magyarsághoz. A két ország 1948 elején a szovjet táborban szokásos barátsági és együttműködési szerződést kötött, ez azonban meglehetősen formális volt, távolról sem zárta le a múltat, nem nyitott új fejezetet a kétoldalú kapcsolatokban. A két ország kommunista vezetői kifelé a „testvériség” látszatát keltették, de a felszín alatt megmaradt a gyanakvás.
Az új román vezetés a kezdettől azon dolgozott, hogy a Magyarországhoz fűződő kapcsolatokat hermetikusan elhatárolják a romániai magyarok ügyétől. A nemzetiségi kérdés tipikus belügy – ehhez a tételhez a bukaresti vezetés a következő negyven évben szigorúan ragaszkodott. 1948 és 1956 között magyar részről ezt nem vitatták, a hivatalos magyar–román találkozók során érdemlegesen nem került szóba az erdélyi magyarság helyzete.
A romániai nemzetiségi politika ebben az időben is a magyar nemzetiség elnyomására irányult, de a későbbiekhez képest még voltak pozitív megnyilvánulások is. Felszámolták ugyan a Magyar Népi Szövetséget, amely politikai érdekképviselet jeleit is mutatta, másrészt viszont az új alkotmány olyan nemzetiségi jogokat deklarált, amelyek alapján tovább működhetett a magyar nyelvű oktatás és kultúra intézményrendszere, és megalakult Székelyföldön a Magyar Autonóm Tartomány. Erdély többi területén azonban a kommunista hatalom a valóságos és szimbolikus román jelenlét erősítésén dolgozott.

### Titkosszolgálati vetélkedés és együttműködés
A román elhárítás és hírszerzés, annak ellenére, hogy a Petru Groza vezette baloldali kormány szorgalmazta az erdélyi magyarság társadalmi és politikai és integrációját, a háború után is fő ellenségnek tekintette a magyar kisebbséget.
A helyzet nem sokat változott 1948, a fordulat éve után sem, amikor mindkét országban létrejöttek a szovjet mintát követő új belügyi szervek. A Szovjetunió közvetlenül gyakorolta hatalmát, külön-külön a két országban. Az elméletileg „testvéri” magyar és román kommunista pártok valamint az állami apparátusok egymástól elszigetelten tevékenykedtek, még a diplomácia terén is csak minimális volt az információcsere. A Szovjetunió nem bátorította a befolyása alatt álló országok közvetlen kapcsolatát. Emellett magyar–román viszonylatban a két nép közötti, a kommunistákra is ható, történelmi–pszichológiai gyökerű bizalomhiány az államszocializmus egész korszakában végigkísérte a bilaterális kapcsolatokat.
A két állambiztonsági szolgálat közötti kapcsolatok túlnyomórészt a határrendészeti feladatokra korlátozódtak. Az 1948-tól gyakorlatilag lezárt magyar–román határt eleinte sokan próbálták illegálisan átlépni, rokoni kapcsolatok ápolása vagy csempészet céljából, de még a határon történő „átbeszélés” is tilos volt.
Az erdélyi származású Rajk László 1949-es letartóztatását követően a román hatóságok megkísérelték összekapcsolni az ügyét Márton Áron gyulafehérvári katolikus püspök és Kurkó Gyárfás, a Magyar Népi Szövetség volt elnökének ügyével egy kirakatperben. Rajkot azzal vádolták, hogy 1946-ban belügyminiszterként „soviniszta” álláspontot képviselt a magyar–román területi vitában, 1948 nyarán pedig külügyminiszterként Székelyföldön járt magánlátogatáson, ahol több helyi magyar kommunista politikussal és értelmiségivel, köztük Méliusz József íróval találkozott. Végül azonban a két országban folyó koncepciós eljárásokat nem kötötték össze.
Az 1956-os forradalomnak jelentős hatása volt Erdélyben is a magyar nemzetiségű lakosság egy részében. A román állambiztonsági szervek válaszul széles ügynöki hálózatot építettek ki, és megtorolták a szolidaritás bármilyen kifejezését ki a magyarországi forradalommal. 1957 és 1963 között azután a két titkosszolgálat kapcsolatai megélénkültek, elsősorban a magyar forradalom résztvevőinek felkutatása és elítélése terén. A két belügyminisztérium rendszeresen információt cserélt az „ellenforradalmi” eseményekbe keveredett román állampolgárokról, ami több esetben súlyos bírósági ítéleteket eredményezett.
1965-1966 körül, Ceaușescu pártfőtitkárrá választása után korszakos paradigmaváltás ment végbe a román belügyi szervek működésében. Bukarest ekkoriban szakított a Varsói Szerződés azon elvével, hogy a tagállamok nem folytatnak titkosszolgálati tevékenységet egymás ellen. 1968 augusztusában Románia új állambiztonsági szervet hozott létre, melynek célja a Varsói Szerződés többi tagállamai romániai hírszerző tevékenységének elhárítása volt. Ez az egység 1989-ben már több mint háromszáz operatív tiszttel rendelkezett. Az 1960-as évek második felétől Románia már támadó hírszerző pozíciók kiépítésére is törekedett Magyarországon. Románia ettől kezdve lazította, de nem szüntette meg teljesen az együttműködését a többi szocialista ország állambiztonsági szerveivel, így Magyarországgal is. A gyakorlati együttműködés szinte megszűnt, bár 1972-ben, Kádár Jánosnak az 1965 óta hivatalban lévő Ceaușescuval folytatott első bukaresti hivatalos tárgyalásai után aláírták a már évek óta tervezett állambiztonsági együttműködési szerződést a két ország között. Ez év őszén a határőrségek között is együttműködési megállapodást írtak alá, a végrehajtásban azonban a román fél teljes érdektelenséget mutatott.
A magyar kémelhárítás csak 1979 körül kezdett információkat gyűjteni a Magyarország elleni román tevékenységről; Románia X-300 fedőnéven bekerült a „nem baráti szocialista országok” kategóriájába a magyar állambiztonság szervezetében. (Jugoszlávia fedőneve X-200, Kínáé X-700 volt.) 1983-ban a bukaresti magyar nagykövetségen kémelhárító rezidentúra működött a támadólagos elhárítás jegyében. (Az NDK hírszerzése már az 1960-as évek végétől aktív hírszerző rezidentúrát működtetett bukaresti nagykövetségén.) A magyar belügyminisztérium ugyanakkor a hazai ellenzéki tevékenység megélénküléséért részben az ezekben az években áttelepült mintegy 1400 romániai magyar „nacionalista” aktivitását okolta.
Az első komolyabb hírszerző jelentést Romániáról a magyar állambiztonság 1975-ben kapta, mégpedig a New York-i rezidentúra Gachon fedőnevű kapcsolatától, azaz Völgyes Ivántól, aki a kelet-európai körútjáról az amerikai külügyminisztérium számára készített jelentését a magyaroknak is átadta. Völgyes többhetes útján, korábbi tapasztalataitól eltérően, a nemzetiségi elnyomás, az erőszakos asszimiláció, a lakosság összetételének mesterséges megváltoztatása számtalan jelét tapasztalta Erdélyben.
1978-ban Ion Mihai Pacepa magas rangú román hírszerző disszidálása Magyarországon is aggodalmat okozott, bár a két hírszerzés közötti érdemi kapcsolatok már 1973-tól megszűntek.
A magyar elhárítás 1982-ben összefoglaló jelentést terjesztett a párt- és állami vezetés elé a román titkosszolgálatok Magyarország elleni tevékenységéről. Eszerint a román hírszerzés százas nagyságrendben foglalkoztatott hivatásos tiszteket Magyarország ellen. Céljuk elsősorban a magyar és szovjet katonai alakulatok folyamatos felderítése, továbbá az Erdéllyel kapcsolatban feltételezett magyar és szovjet szándékok megállapítása volt. E célból nagy számban igyekeztek beszervezni magyar állampolgárokat, de különösen az áttelepülőket. A budapesti román nagykövetség személyzete és a hivatalosan Magyarországon dolgozó mintegy 60 román állampolgár szinte katonai rend szerint élt és mozgott Budapesten és vidéki útjain. A magyar állambiztonság utasítást kapott arra, hogy végre határozottan megkezdje e Magyarországot sértő tevékenység felderítését és elhárítását, de a vezetés továbbra is a belső magyar nacionalizmust tartotta a nagyobb veszélynek az ország belső rendje szempontjából, mint a külső román támadó tevékenységet.
A 80-as évek derekától a magyar állambiztonság már klasszikus hírszerző tevékenységet folytatott Románia ellen, és naprakész információkkal rendelkezett az erdélyi magyar kisebbség helyzetének súlyos romlásáról, általában a romániai válságról, például az 1987. november 15-i brassói felkelésről.
A három kötetes Erdély története 1986-os budapesti megjelentetését a román vezetés irredenta támadásnak értékelte és emiatt elrendelték: minden eszközzel le kell járatni Kádár Jánost és Magyarországot nemzetközi téren, fokozni kell a magyar vezető szervekbe irányuló beépülést és a zavarkeltést.
A magyar hírszerzés csak a rendszerváltás hónapjaiban jutott el odáig, hogy a nemzetiségi helyzeten túlmenően is aktív tevékenységet folytasson Románia területén, beleértve az illegális hírszerzés eszközeit is. E tevékenység fő szorgalmazói a III/I-es csoportfőnökségen Kocsis Kálmán és Földi László voltak, akik ekkor már felvették a kapcsolatot a demokratikus ellenzékkel és a rendszerváltásnak a hírszerzésen belüli végrehajtásán is dolgoztak. A magyar hírszerzők ekkoriban Romániában már eredményes akciókat hajtottak végre, támogatták Tőkés Lászlót és bizonyos mértékig segítették a forradalmárokat, de távolról sem igaz az a későbbi, a Securitate egykori prominensei által kreált összeesküvés-elmélet, ami a temesvári forradalmat „magyar aknamunkának” tulajdonította.

### Románia önálló külpolitikája az 1960-as évek derekától
1964 áprilisában a szovjet és a kínai kommunista pártok között kiéleződő vitát kihasználva a román párt vezetése merész lépésre szánta el magát: önálló álláspontot alakított ki. Formailag mindkét felet bírálta, Kínát még erősebben is, de a lényeg a szovjet párttól való elhatárolódás volt. Ettől kezdve a magyar–román viszony keretfeltételei is megváltoztak. Nyugaton a román önállósági törekvések szimpátiát és politikai támogatást váltottak ki a közvéleményben és a politikai vezető körökben egyaránt, és a romániai belső elnyomás bírálata, beleértve a magyar nemzetiség elnyomását is, mintegy két évtizedre háttérbe szorult, „jutalmul” a Szovjetuniótól történt elhatárolódásért. Románia ezután következetesen igyekezett a Nyugat felé nyitottabb külpolitikát folytatni, és cserébe gazdasági előnyöket várt el, sőt követelt. Magyarország viszont külpolitikailag a Szovjetunió hűséges szövetségese maradt, és inkább a bel- és gazdaságpolitikában igyekezett saját, liberálisabb politikát folytatni. A magyar–román kapcsolatokat illetően ez azzal járt, hogy Románia nemzetiségi politikájának bírálatában Magyarország hosszú ideig nem számíthatott nemzetközi támogatásra sem Keleten, sem Nyugaton.
A szocialista kapcsolatok lazítása megfigyelhető Románia külkereskedelmi áruforgalom alakulásában is. Magyarország részaránya a román külkereskedelemben az 1960-as szerény 5%-ról 1977-re 3,3%-ra csökkent (ugyanezen idő alatt a szovjet részesedés 40,1%-ról 19,1%-ra mérséklődött), és a tendencia folytatódott egészen a rendszerváltásig.

### Az MSZMP Románia-politikája
A magyar kommunista párt 1956 utáni nemzetpolitikája a nacionalizmus elutasítására, egy internacionalista jellegű nemzetfogalom megalkotására irányult, szemben a hagyományos magyar konzervatív, jobboldali nemzetfelfogással. 1956 után közvetlenül a hivatalos politika lényegében nem foglalkozott a határon túli magyarság helyzetével. Később azonban a szocialista nemzetfelfogás egyre többet fogadott be a magyar történelmi-kulturális örökségből, és az MSZMP fokozatosan elfogadta a kettős, az állampolgári és nemzeti identitás megkülönböztetésére épülő kultúrnemzet-fogalmat. A magyar politika a szocialista gazdasági rendszer egyre súlyosabb hatékonysági problémái miatt az 1960-as évek közepétől megjelenő gazdasági kihívásokra gazdasági reformokkal igyekezett válaszolni, és a válságjelenségek idején sem fokozta a politikai elnyomást és nem nyúlt a nacionalizmus eszközéhez.
Ezzel szemben a román nemzetstratégia a kommunista párt uralma idején is a klasszikus nacionalizmuson, annak a kommunista ideológiával történő egyesítésén alapult, amit a nemzetközi irodalom jogosan nevezett román nemzeti kommunizmusnak. A román vezetés mind a homogén nemzetállam megalkotását, mind a szocializmust és a kommunizmust a neosztálinista diktatúra eszközeivel akarta megvalósítani.
A két ország így ellenpólust alkotott az államszocialista rendszeren és a Varsói Szerződésen, a KGST-én belül mind a nemzeti kérdés kezelésében, mind pedig a szocialista demokráciára vonatkozó nézetei tekintetében. Ezt felismerve a román kommunista párt Ceaușescu vezette román „nemzeti kommunista” irányzata burkoltan, de rendkívül kritikus volt a Kádár-rendszer nyitottabb, toleránsabb, az életszínvonalra jobban odafigyelő politikája iránt, amit kapitalista restaurációnak tekintett. Emellett azonban az MSZMP-n kívül Magyarországban és a romániai magyarságban a hagyományos román nacionalista geopolitikai nézeteknek megfelelően az egységes román nemzetállam ellenfelét, a Nagy-Románia visszaállítására irányuló törekvéseik gátját látták, és folyamatosan tartottak Trianon revíziójának felvetésétől – csakúgy, mint a korábbi és későbbi román elitek túlnyomó része.
Egészében véve megállapítható, hogy Magyarország és Románia viszonyát 1956 és 1989 között (is) a nemzeti kérdésben meglévő ellentéteik határozták meg. A kétoldalú kapcsolatok minden más vonatkozása háttérbe szorult ehhez képest. Az ellentét külsőleg eleinte burkoltan, a szocialista közösség nemzetközi viszonyait érintő kérdésekben, és a hivatalos pártideológia nyelvezetén nyilvánult meg, majd bekapcsolódtak a kulturális és a tudományos élet szereplői is, és viták nyilvánosabbá lettek. A magyarországi tudományosság például soha nem fogadta el a hivatalos román etnogenezis-elméletet, a dákoromán kontinuitás elméletét, az egyetemi tankönyvek, jegyzetek ezt folyamatosan vitatták.
A román vezetés az MSZMP-vel folytatott minden, a kapcsolatok normalizálására, a nemzetiségi kérdésben történő előrelépésre irányuló felső szintű találkozóját igyekezett kifordítani és saját törekvéseinek erősítésére felhasználni. Taktikájának egyik fő eleme az volt, hogy azokat a kétoldalú  találkozókat, amiken a magyar vezetők a nyitott problémákban szerettek volna előrelépést kiküzdeni, Bukarest a két ország, a két pártvezetés közötti jó viszonynak a nemzetközi fórumok és főleg az erdélyi magyarság felé történő demonstrálására használta fel. Azt akarta elhitetni az erdélyi magyarsággal, hogy a magyar pártvezetés legalábbis tudomásul veszi a román nemzetiségpolitikát. Így az 1958-as
magyar látogatást a kolozsvári magyar és román egyetem összevonása, az 1961-es találkozót az autonóm tartomány területének csorbítása, a barátsági és együttműködési szerződés 1972-es aláírását a román „társadalmi homogenizálás” nemzeti célokat is szolgáló programja, a kisebbségi oktatás és kultúra rombolása követte. Kádár és Ceaușescu 1977-es debreceni-nagyváradi találkozója után pedig egyre nyíltabb formát öltött román részről az asszimilációs törekvés, miközben a konzulátusok megnyitásán kívül szinte semmi nem valósult meg az ott elfogadott megállapodásokból. Ezt román taktikát, a személyes találkozók kontraproduktív jellegét átlátva Kádár János ezután többé már nem volt hajlandó találkozni Nicolae Ceaușescuval.
Az 1980-as évek elejétől a magyar diplomácia a nemzetközi fórumokat is felhasználta a román nemzetiségi politika egyre nyíltabb bírálatára. A válaszul fokozódó román nemzetiségi elnyomás révén a 80-as évek végére már szinte nyílt hidegháború alakult ki a két ország között. A közvélemény és a formálódó ellenzék nyomására Magyarországon is belpolitikai szükségletté vált a Románia elleni fellépés.
1988. január végén Szűrös Mátyás fordulatot jelentő nyilatkozatban szólt a romániai helyzetről, bejelentette, hogy már január 1-től minden romániai politikai menekültet, nem csak a magyarokat, befogad Magyarország. Február 13-án Tabajdi Csaba és Szokai Imre, az MSZMP KB külügyi osztályának helyettes vezetői a Magyar Nemzetben közölt programalkotó cikkben vették be a kisebbségi ügy képviseletét a magyar külpolitika prioritásai közé.
Ekkorra azonban már mindkét rendszer számára késő volt, elkerülhetetlenné vált a teljes rendszerváltás. A nagy budapesti tüntetések a romániai falurombolás – és a bős–nagymarosi vízlépcső – ellen, deklarált céljaik mellett, elsősorban már a rendszerváltásra irányultak.
Az 1988. június 27-i budapesti Erdély-tüntetésre válaszul Románia bezáratta a kolozsvári magyar főkonzulátust. 1988. augusztus 28-án került sor az utolsó felső szintű találkozóra a két párt vezetői között Aradon. Grósz Károly csak szovjet nyomásra volt hajlandó az előkészítetlen egynapos tanácskozásra, ami Ceaușescu agresszivitása és hajthatatlansága, és a magyar fél defenzív tárgyalása jegyében teljesen eredménytelen maradt. 1988. szeptember 6-án az MSZMP Politikai Bizottsága döntést hozott arról, hogy „semlegesíteni kell a román hírszerzés magyarországi tevékenységét”.  Csongrád megyében a kémelhárítás a román hírszerzés elleni munkára terrorelhárító egységet állított fel. Szabolcs-Szatmárban felderítő részleget szerveztek. A Békés megyei állambiztonsági szervek rendszeresen utaztatták Romániába egyik ügynöküket, akit felderítés céljával kapcsolatba hoztak a helyi állambiztonsággal. Csak a Békés megyei magyar állambiztonsági szervek 67 román Securitate- vagy Miliția-tisztet és 108, a román titkosszolgálatok által beszervezett hálózati személyt lepleztek le.

## A rendszerváltás után
Magyarország 1989 decemberében nagy figyelemmel és rokonszenvvel figyelte a romániai forradalom fejleményeit. December 22-én Bukarestben megalakult a Nemzeti Megmentési Front Tanácsa (Consiliul Frontului Salvării Naționale, CFSN) amelynek tagja volt Ion Iliescu későbbi elnök mellett Petre Roman későbbi miniszterelnök, Domokos Géza és Tőkés László is. December 25-én megalakult a Romániai Magyar Demokrata Szövetség (RMDSZ) és a CFSN támogatására szólította fel a romániai magyarságot. December 29-én Horn Gyula villámlátogatást tett Bukarestben, ahol megegyezett a román vezetőkkel a kolozsvári magyar és a debreceni román konzulátus megnyitásáról. 1990 január 5-én a CFSN igen pozitív hangvételű nyilatkozatot adott ki a romániai nemzeti kisebbségek jogairól. Hamarosan azonban kedvezőtlen tendenciák is mutatkoztak, megalakult a Vatra Românească, magyarellenes román nacionalista tüntetések kezdődtek, amelyek az 1990-es marosvásárhelyi fekete március eseményeibe torkollottak. A román kormány ekkor már Magyarországot vádolta az etnikai konfliktus kirobbantásáért.
A kapcsolatok romlása oda vezetett, hogy az Országgyűlés külügyi bizottságának 1990. decemberében leszögezte: sajnálatos, hogy a két kormány képviselői között 1989 végén született megállapodások nem teljesülhettek, és Romániában felerősödtek a nacionalista hangok, aggasztó méretűvé vált a szélsőséges elemek uszítása a nemzeti kisebbségek ellen. Horn Gyula, a külügyi bizottság elnöke mélységes aggodalmát fejezte ki a Tőkés László és Sütő András elleni támadások miatt. A bizottság hangsúlyozta: a kapcsolatok rendezéséhez elengedhetetlen a romániai magyarság egyéni és kollektív jogai érvényesítésének intézményes biztosítása, a főkonzulátusok működésének lehetővé tétele. Horn Gyula egy interjúban később kiemelte: „a tárgyalások során a román partner azt akarta, hogy válasszuk el az itteni magyarsággal összefüggő kérdéseket a kapcsolatok egyéb területeitől. Mi ezzel nem tudtunk egyetérteni".
Időközben, más területeken, kisebb előrelépések is történtek. 1991. január 30-án Budapesten magyar–román oktatási és tudományos munkatervet írtak alá, májusban pedig Bukarestben Somogyi Ferenc magyar és Teodor Meleșcanu román külügyi államtitkár látta el kézjegyével a nyitott égboltról szóló szerződést, amely lehetővé tette a két ország között a kölcsönös katonai légi felderítést a bizalomerősítés jegyében.
Magyarország és a romániai magyarság között az első hivatalos kapcsolatfelvételre 1991. november 8-án került sor, amikor Antall József miniszterelnök fogadta Budapesten az RMDSZ küldöttségét.
1993 szeptemberében Jeszenszky Géza külügyminiszter hivatalos látogatásra Romániába utazott, ahol a Teodor Meleșcanu külügyminiszterrel és Nicolae Văcăroiu miniszterelnökkel  megállapodást írt alá a kettős adóztatás megszüntetéséről és a beruházásvédelemről. Megállapodtak, hogy a jövőben szimpóziumokat szerveznek a kisebbségek státusáról. Az 1994-es magyarországi választások után Hárs Gábor, az MSZP nemzetközi titkárságának vezetője Bukarestbe látogatott, és a román kormánnyal folytatott tárgyalásai mellett biztosította az RMDSZ vezetőit, hogy az új magyarországi kormánykoalíció folytatja a romániai magyarság támogatását.
1995 elején az RMDSZ betiltására irányuló román kezdeményezések okoztak feszültséget a két ország kapcsolatában. A hat magyarországi parlamenti párt közös elítélő nyilatkozatára a román kormánypártok hasonló nyilatkozata válaszolt. Göncz Árpád köztársasági elnök és Horn Gyula erre reagálva lemondta Viorel Hrebenciuc kormányfőtitkárral tervezett budapesti találkozóját. E feszültség ellenére a két külügyminiszter ugyanekkor Strasbourgban aláírta az európai kisebbségvédelmi keretegyezményt.

### Alapszerződés, státustörvény
1992 óta folytak a két ország között a tárgyalások egy alapszerződés létrehozásáról, azonban a a kisebbségek jogállásával kapcsolatos viták miatt az előrehaladás csigalassúságú volt. A román kormány ugyanakkor a nemzetközi fórumokon rendszeresen kifejtette, hogy a két ország között a lehető legjobbak a kapcsolatok, és a konfliktusokról szóló hírek hamisak. Amikor Horn Gyula ezzel szemben hangsúlyozta, hogy a román oktatási törvénytervezet ellentétes az Európa Tanácsban vállalt román kötelezettségekkel, Iliescu azt válaszolta, hogy azon még finomítanak. Erre azonban nem került sor.
Az alapszerződés aláírására végül 1996. szeptember 16-án került sor a két kormányfő között. A magyar ellenzéki pártok és az RMDSZ élesen tiltakoztak az egyezmény ellen, mivel az nem foglalkozott a kisebbségek kollektív jogaival, az autonómiával, illetve az egyházak vagyonának visszaszolgáltatásával. A kérdés feszültséget okozott az RMDSZ és a magyar kormány között is.
1996 őszén a választások után új, „nyugatosabb” irányvonalú román kormánykoalíció alakult. Az alapszerződéssel együtt ez új korszak nyitányát jelentette a kétoldalú kapcsolatokban. Az RMDSZ tagja lett a bukaresti kormánykoalíciónak, így az addigi kétoldalú nézeteltérések egy része immár a román kormányon belüli vitaként jelentkezett. Az alapszerződés a két ország közti viszony további elmélyítését is lehetővé tette, erősödtek a minisztériumok közötti kapcsolatok. 1998 után az első Orbán-kormány elődjénél hangsúlyosabban foglalkozott a romániai magyarok támogatásával. Az úgynevezett státustörvény 2002 elejétől a környező országok magyar kisebbségei számára (Ausztria kivételével) munkavállalási, utazási, oktatási, kulturális és egészségügyi területen kedvezményeket biztosított a magyarságukat speciális igazolvánnyal bizonyítani tudó kisebbségi magyaroknak. A törvény ellen a szomszédos országok közül Románia tiltakozott a leghevesebben elsősorban annak extraterritoriális hatálya és az ott élő magyarok pozitív megkülönböztetése miatt. A két kormány végül, elsősorban mindkét ország európai integrációs tervei miatt, egy 2001. december 22-én megkötött egyetértési nyilatkozatban rendezte a kérdést. Ebben a Velencei Bizottság állásfoglalása mellett hivatkoztak az EBESZ nemzeti kisebbségi főbiztosának nyilatkozatára, az Európai Bizottság véleményére, az európai integrációs folyamatra és Románia jövőbeni NATO-csatlakozására is.

### Románia EU-csatlakozása
Románia csatlakozására az Európai Unióhoz az 1998-ban megkezdődött intenzív csatlakozási tárgyalások után 2007-ben került sor. A folyamat maga nagy hatással volt kétoldalú kapcsolatainkra, hiszen csatlakozáshoz szükség volt Magyarország támogatására is, ugyanakkor az Európai Unió elvárta, hogy a frissen csatlakozott Magyarország saját kétoldalú problémái miatt ne gördítsen akadályokat Románia felvétele elé.
2005-ben Bukarestben, majd 2006-ban Budapesten, 2007-ben Nagyszebenben és 2008-ban Szegeden magyar–román közös kormányüléseket tartottak. Ezeken az energetikai együttműködéstől a turisztikáig számos szakpolitikai kérdésben döntöttek, köztük főkonzulátus felállításáról is Csíkszeredán és Gyulán. A budapesti román és a bukaresti magyar kulturális intézetnek is fiókja nyílt Szegeden illetve Sepsiszentgyörgyön.
A 2008-ban kirobbant gazdasági világválság nyomán mindkét országban új, kétharmados többségű kormány került hatalomra. Ez új fejezetet nyitott a kétoldalú kapcsolataik történetében.

## Napjaink
A két NATO- és EU-tag szomszéd ország között a kapcsolatok általában rendezettek, azonban a történelmi traumák és a romániai magyar kisebbség helyzete továbbra is lehetőséget ad a két ország különböző politikai erőinek arra, hogy időről időre, elsősorban saját belpolitikai céljaikból, kijátsszák az úgynevezett „magyar kártyát”, főleg Erdélyt illetően. 2020 áprilisában Klaus Johannis román elnök, aki maga is kisebbségi, erdélyi szász származású, szította fel az ellentéteket. A jobboldali magyar sajtó által erre adott válasz is inkább általában a régi sztereotípiáknak megfelelő románellenességet gerjesztette érdemi vita helyett.
2023. július 19-én magasrangú államközi találkozóra került sor Bukarestben, amikor Marcel Ciolacu hivatalban lévő román miniszterelnök magánebédre és kötetlen beszélgetésre hívta meg Orbán Viktort, Magyarország miniszterelnökét. A találkozótól a kétoldalú kapcsolatok konszolidálását várják az elemzők, melyen szóba került Románia Schengeni csatlakozása, Magyarország soros EU elnöksége, illetve néhány nagyvolumenű infrastrukturális beruházás.